# Auguste-Réal Angers
Auguste-Réal Angers, född 4 oktober 1837, död 14 april 1919, var en kanadensisk domare och politiker.